# 120141 Лукаслара
120141 Лукаслара (120141 Lucaslara) — астероїд головного поясу, відкритий 7 квітня 2003 року.
Тіссеранів параметр щодо Юпітера — 3,325.